# Zohra Segal
Zohra Segal (27. april 1912 - 10. juli 2014) var en indisk skuespillerinde og danserinde.